# コイ☆セント
『コイ☆セント』（コイセント）は、2011年発売のOVA作品。

## 概要
『FREEDOM』などを作ったサンライズ・荻窪スタジオの、『平城遷都1300年記念作品』として制作されたアニメ作品。
2010年11月には、全国5つの映画館で行われるバンダイビジュアルOVA作品オムニバス上映イベント『ANIME FES.”VS”』（アニメフェス バーサス）で先行公開された。このイベントでは『劇場限定発売仕様』盤が正式発売よりも一足早く発売された。

## あらすじ
遷都2000年の祝祭に沸く、西暦2710年の奈良。スーパーハイテクノロジーの波は押し寄せるも、東大寺などの歴史的建造物は未だ健在。過去と未来が奇妙に混ざり合う、この都市に修学旅行で訪れた高校生のシンイチは、ちょっとした偶然から可愛い少女のトトや白いシカと出会い、何やら妙な出来事に巻き込まれていくのだった。

## 登場人物・シカ
シンイチ
声 - 小野賢章
フルネームは柿本真一。高校2年生。修学旅行で九州から奈良にやってくる。顔・身体・性格どれをとっても普通の高校生。
トト
声 - 寿美菜子
追われていたところをシンイチと出会い、行動を共にすることになった美少女。自分を「倭迹迹日百襲媛命（やまと とと ひももそひめの みこと）」と名乗る。シャチョウに作られたらしい。どこか浮世離れした雰囲気を持つ。
白いシカ
声 - 山口勝平
シンイチのカバンを奪取して逃走したシカ。奈良のシカ の筆頭的存在らしく、特異な白い毛並みと高い身体能力とが相まって霊獣っぽい気高さを感じないこともないが、シカであることに変わりはない。
シャチョウ
声 - 磯辺万沙子
トトを追う3人組のリーダー。見た目は老婆。塩沢ときを彷彿とさせる巨大な髪型が特徴。
アニキ
声 - 稲田徹
シャチョウの子分その1。シャチョウのことは「ママ」と呼ぶ。オトウトとは双子。
オトウト
声 - 子安武人
シャチョウの子分その2。「ママ」と呼ぶシャチョウと肉親関係なのかは不明。
メガネ
声 - 山口勝平
シンイチのクラスメイト。

## スタッフ
- 企画 - 上山公一、冷泉さとし、河口佳高
- 監督・脚本 - 森田修平
- キャラクターデザイン - 桟敷大祐
- CGI監督 - 佐藤広大
- 美術監督 - 谷口淳一
- 作画監督 - 重国勇二
- 色彩設計 - 山浦晶代
- 撮影監督 - 刀根有史
- 音響監督 - 鶴岡陽太
- 音楽 - 北里玲二
- プロデューサー - 向井地基起、臼井久人、土屋康昌
- 製作委員会 - バンダイビジュアル、ショウゲート、サンライズ
- アニメーション制作 - サンライズ

## 主題歌
オープニングテーマ「metamorphose」
作詞 - Satomi / 作曲・編曲 - 増田武史 / 歌 - 寿美菜子
エンディングテーマ「Startline」
作詞 - 田中琴乃 / 作曲・編曲 - 渡辺拓也 / 歌 - 寿美菜子
挿入歌「柿本人麻呂歌集」より
作曲・編曲 - 七瀬光 / 編曲 - 北里玲二